# 3734-es busz
A 3734-es jelzésű autóbuszvonal Miskolc, Sajólád, Ónod és Tiszaújváros között húzódó regionális vonal, amelyet a Volánbusz Zrt. üzemeltet.

## Útvonala
A miskolci autóbusz-állomásról indul. A 3-as főúton indul el Szikszó irányába a Zsolcai kapun keresztül, a Gömöri felüljárón, a miskolci Volán-telep, illetve a város tömegközlekedését lebonyolító Miskolc Városi Közlekedési Zrt. (MVK) járműtelepjének szomszédságában közlekedik, eközben a Sajó folyót keresztezi, illetve több bevásárlóközpont mellett vezet útja. Az M30-as autópálya alatt átmegy, majd elhagyja a megyeszékhelyet.
Az első település a miskolci agglomerációban jelentős szerepet játszó Felsőzsolca, olyannyira, hogy helyi buszjárat (7-es busz) köti össze azt a belvárossal. A Sajó partján fekvő mellékúton járja be azt, majd a vele összenőtt Alsózsolcát érinti, előtte vasúti felüljárón át. A községet a központon végig szolgálja ki, innen több egykori bányató mentén Sajóládra hajt be. A kiemelkedően jó tömegközlekedéssel rendelkező településről temetője felé távolodik el, az egykoron vele egyesített Sajópetrin azonban nem halad át a többi járattal ellentétben. Helyette Ónodra siet, illetve onnan a Muhi csata színterére, Muhi községbe. Határában fut az M30-as autópálya, amelynek csak Sajópetrinél és a 35-ös főút keresztezésénél, Nyékládháza közelében van lehajtója, perceken belül rákanyarodik a főútra. A bányászati munkák miatt itt is gyakoriak a bányatavak, horgásztavak, a 800 fős Nagycsécs is rendelkezik eggyel, azon felül, hogy ennek a falunak a határában is megtalálható a Sajó. Következőnek a 2023-as magyarországi vasútbezárások idején pórul járt, Nyékládháza–Tiszaújváros-vasútvonalon fekvő Sajószöged jön, amelynek állomása szintén megszűnt, így vonatpótló autóbuszok közlekednek itt is. A 3734-es buszok a vonal végállomását nem főúton közelítik meg, hanem a 36 107-es mellékúton Sajóörös irányából, így érkeznek a járásközpont Tiszaújvárosba. Indításai a helyi buszállomáson érnek célba.
Ellentétes irányban nincs indítása.

## Közlekedése
Indításai minden nap történnek, hétköznap és szombaton napi egy a délutáni órákban, vasárnap kiegészül +1 járattal a reggeli órákban. A Miskolcot és Tiszaújvárost összekötő egyik autóbuszvonal (továbbiak: 3731, 3733, 3737, 3739, 3744, 3745, 3752) többféleképpen is megközelíthető az iparváros.
Miskolc és Muhi között a 3735-ös buszokkal, Sajószöged és Tiszaújváros között a 3970-es buszokkal van egy útvonalon.
| Viszonylat                                   | Indításszám | Közlekedési rend     |
| -------------------------------------------- | ----------- | -------------------- |
| Miskolc, aut. áll. – Tiszaújváros, aut. áll. | 1 oda       | munkanapokon         |
| Miskolc, aut. áll. – Tiszaújváros, aut. áll. | 1 oda       | szabadnapokon        |
| Miskolc, aut. áll. – Tiszaújváros, aut. áll. | 2 oda       | munkaszüneti napokon |

## Megállóhelyei
| 0  | Miskolc, autóbusz-állomás végállomás      | 0.0 km  | 1, 1G, 3, 3A, 4, 7, 11, 12G, 20, 20A, 24, 28, 32, 34G, 35, 43, 44, 45, 101B, 900, 914, 935 1050, 1053, 1369, 1370, 1372, 1373, 1374, 1375, 1376, 1377, 1380, 1381, 1383, 1384, 1410, 1411 3700, 3701, 3702, 3703, 3704, 3705, 3706, 3707, 3708, 3709, 3710, 3711, 3712, 3714, 3715, 3716, 3717, 3718, 3719, 3720, 3721, 3722, 3723, 3724, 3726, 3727, 3728, 3729, 3730, 3731, 3733, 3735, 3736, 3737, 3738, 3739, 3740, 3741, 3742, 3743, 3744, 3745, 3746, 3747, 3748, 3749, 3750, 3751, 3752, 3753, 3754, 3755, 3757, 3760, 3761, 3764, 3765, 3766, 3767, 3770, 3772, 3773, 3774, 3775, 3776, 3777, 4019 |
| 1  | Miskolc, Baross Gábor utca                | 1.5 km  | 7, 8 3706, 3710, 3712, 3715, 3716, 3717, 3718, 3719, 3720, 3721, 3722, 3723, 3724, 3726, 3727, 3728, 3729, 3730, 3731, 3733, 3735, 3736, 3737 |
| 2  | Miskolc, Szondi György utca               | 2.0 km  | 1, 1G, 3A, 7, 8, 12G, 14G, 20, 21, 21G, 30, 31, 32, 34G, 35, 35G, 101B, 900, 901, 935, Auchan 1 3706, 3710, 3712, 3715, 3716, 3717, 3718, 3719, 3720, 3721, 3722, 3723, 3724, 3726, 3727, 3728, 3729, 3730, 3731, 3733, 3735, 3736, 3737 |
| 3  | Miskolc, Fonoda utca                      | 2.3 km  | 7 3706, 3710, 3712, 3715, 3716, 3717, 3718, 3719, 3720, 3721, 3722, 3723, 3724, 3726, 3727, 3728, 3729, 3730, 3731, 3733, 3735, 3736, 3737 |
| 4  | Miskolc, Metro áruház                     | 3.3 km  | 7 3706, 3710, 3712, 3715, 3716, 3717, 3718, 3719, 3720, 3721, 3722, 3723, 3724, 3726, 3727, 3728, 3729, 3730, 3731, 3733, 3735, 3736, 3737 |
| 5  | Miskolc, Auchan áruház                    | 3.8 km  | 7, Auchan 1 3706, 3710, 3712, 3715, 3716, 3717, 3718, 3719, 3720, 3721, 3722, 3723, 3724, 3726, 3727, 3728, 3729, 3730, 3731, 3733, 3735, 3736, 3737 |
| 6  | Felsőzsolca, Szent István utca            | 4.9 km  | 3706, 3724, 3726, 3733, 3735, 3736, 3737 |
| 7  | Felsőzsolca, városháza                    | 5.7 km  | 3733, 3735, 3736, 3737 |
| 8  | Felsőzsolca, Rózsa utca                   | 6.5 km  | 3733, 3735, 3736, 3737 |
| 9  | Felsőzsolca, Mezőgép                      | 7.6 km  | 3733, 3735, 3736, 3737 |
| 10 | Felsőzsolca vasútállomás, bejárati út     | 8.4 km  | 3733, 3735, 3736, 3737 |
| 11 | Alsózsolca, Kossuth utca                  | 8.8 km  | 3733, 3735, 3736, 3737 |
| 12 | Alsózsolca, községháza                    | 9.5 km  | 3733, 3735, 3737 |
| 13 | Alsózsolca, sportpálya                    | 10.1 km | 3733, 3735, 3737 |
| 14 | Alsózsolca, Arany János utca              | 10.6 km | 3733, 3735, 3736, 3737 |
| 15 | Alsózsolca, autóbusz-forduló              | 11.1 km | 3733, 3735, 3736, 3737 |
| 16 | Betonelőregyártó üzem bejárati út         | 12.1 km | 3733, 3735, 3736, 3737 |
| 17 | Sajólád, Dózsa György utca 6.             | 12.8 km | 3733, 3735, 3736, 3737 |
| 18 | Sajólád, iskola                           | 13.3 km | 3733, 3735, 3736, 3737, 3752, 3971 |
| 19 | Sajólád, temető                           | 14.0 km | 3735, 3736, 3737, 3752, 3971 |
| 20 | Ónod, híd                                 | 17.7 km | 3735, 3736, 3737, 3752, 3971 |
| 21 | Ónod, autóbusz-váróterem                  | 18.7 km | 3735, 3737, 3739, 3744, 3752, 3971 |
| 22 | Ónod, vásártér                            | 19.4 km | 3735, 3737, 3739, 3744, 3752, 3971 |
| 23 | Muhi, autóbusz-váróterem                  | 21.7 km | 3735, 3737, 3739, 3744, 3752, 3971 |
| 24 | Muhi, Puszta Csárda                       | 22.5 km | 3737, 3739, 3744, 3752, 3971 |
| 25 | Nagycsécs, újtelep                        | 23.8 km | 3737, 3739, 3744, 3745, 3752, 3971, 4009 |
| 26 | Nagycsécs, posta                          | 24.4 km | 1369, 1370, 1372, 1426, 1427 3737, 3739, 3744, 3745, 3752, 3971, 4009 |
| 27 | Sertéstenyésztő telep                     | 26.0 km | 3737, 3739, 3744, 3745, 3752, 3971 |
| 28 | Sajószöged, hejőbábai elágazás            | 27.2 km | 1370 3737, 3739, 3744, 3745, 3752, 3966, 3967, 3968, 3969, 3971, 4009 |
| 29 | Sajószöged, községháza                    | 28.1 km | 1369, 1370, 1372, 1426, 1427 3737, 3739, 3744, 3745, 3752, 3966, 3967, 3968, 3969, 3970, 3971, 4009 vonatpótló – Sajószöged (89) |
| 30 | Sajószöged, gyógyszertár                  | 28.4 km | 3739, 3752, 3968, 3969, 3970 |
| 31 | Sajószöged, újtelep                       | 28.8 km | 3739, 3752, 3968, 3969, 3970 |
| 32 | Sajóörös, újtelep                         | 29.9 km | 3739, 3752, 3968, 3969, 3970 |
| 33 | Sajóörös, Fő út 6.                        | 30.5 km | 3739, 3752, 3968, 3969, 3970 |
| 34 | Sajóörös, autóbusz-váróterem              | 31.0 km | 3739, 3752, 3968, 3969, 3970 |
| 35 | Tiszaújváros, Tesco                       | 33.8 km | 3737, 3739, 3744, 3745, 3752, 3966, 3967, 3968, 3969, 3970, 3971 |
| 36 | Tiszaújváros, autóbusz-állomás végállomás | 34.7 km | 1, 1A, 2, 3 1055 1369, 1370, 1372, 1373, 1374, 1410, 1426, 1427 3731, 3737, 3739, 3744, 3745, 3752, 3952, 3960, 3963, 3965, 3966, 3967, 3968, 3969, 3970, 3971, 3974, 3975, 4008, 4009, 4240, 4241, 4484 vonatpótló – Tiszaújváros (89) |